# Ortonville (Minnesota)
Ortonville è un comune (city) degli Stati Uniti d'America che si trova la contee di Big Stone, della quale è capoluogo, e quella di Lac qui Parle, nello Stato del Minnesota. La popolazione era di 1,916 persone al censimento del 2010.

## Storia
Ortonville è stata intrecciata nel 1872 da Cornelius Knute Orton, e prende il nome da lui. Ortonville è stata incorporata come città nel 1881.

## Geografia fisica
Secondo lo United States Census Bureau, ha un'area totale di 3,56 miglia quadrate (9,22 km²).

## Società

### Evoluzione demografica
Secondo il censimento del 2010, c'erano 1,916 persone.

### Etnie e minoranze straniere
Secondo il censimento del 2010, la composizione etnica della città era formata dal 97,0% di bianchi, lo 0,3% di afroamericani, lo 0,6% di nativi americani, lo 0,1% di asiatici, lo 0,7% di altre razze, e l'1,3% di due o più etnie. Ispanici o latinos di qualunque razza erano l'1,0% della popolazione.